# Ernst Dittmer
Ernst Gustav Vilhelm Dittmer, född 28 maj 1890 i Göteborg, död 17 februari 1941 i Stockholm, var en svensk ingenjör och fotograf.
Han var son till tygförvaltaten Fredrik Dittmer och hans hustru född Åkesdotter, samt från 1917 gift med Ida Brönsted-Hansen. Efter avslutade studier i Göteborg praktiserade han vid olika optiska och fotografiska firmor i Danmark, Tyskland och England. Dittmer var anställd som fotografmedhjälpare i Jönköping under fyra år, filmfotograf vid Svenska Biografteatern AB i Kristianstad 1908–1909, fotograf och teknisk ledare vid Svensk Teater Konstfilm i Malmö 1910–1912. Han drev det egna bolaget Rekord-Film i Köpenhamn 1912–1917 samt var teknisk direktör vid Alhambra Film A/S. Under 1923 etablerade han ett företag i Stockholm som försåg biograferna med utensilier samt bedrev undervisning för biografmaskinister. Han var medlem i Par Bricole. Makarna Dittmer gravsattes i Gustav Vasa kyrkas kolumbarium i Stockholm.

## Filmografi i urval

### Regi
- 1911 – Rannsakningsdomaren (även manus)
- 1932 – Århundradets match (kortfilm)

### Filmfoto
- 1910 – Värmländingarna (även filmroll)
- 1911 – Rannsakningsdomaren
- 1912 – Ormen
- 1912 – Komtessan Charlotte
- 1912 – Med dolk och gift eller Guldets förbannelse
- 1912 – Kärlekens list